# Торело-Бречеле (Беневенто)
Торело-Бречеле је насеље у Италији у округу Беневенто, региону Кампанија.
Према процени из 2011. у насељу је живело 61 становника. Насеље се налази на надморској висини од 52 м.